# Isla de Panza
Isla de Panza är en ö i Bolivia.   Den ligger i departementet Oruro, i den centrala delen av landet, 200 km väster om huvudstaden Sucre. Isla de Panza ligger i sjön Lago Poopó.
Runt Isla de Panza är det mycket glesbefolkat, med 3 invånare per kvadratkilometer.